# Jakob Jakobsen (filolog)
 Der er flere personer med dette navn, se Jacob Jacobsen.
Jákup Jakobsen, egentlig Jakob Jakobsen (født 22. februar 1864 i Tórshavn på Færøerne, død 13. august 1918 på Frederiksberg) var en færøsk sprogforsker og nordisk filolog.
Han var søn af boghandler Hans Nicolai Jacobsen og Johanne Hansdatter. Da han var 13 år gammel blev han sendt til Herlufsholm, hvorfra han dimitterede i 1883. Han blev i 1891 cand.mag. med dansk som hovedfag og fransk og latin som bifag. I sine studenterår hjalp han provst Hammershaimb med udgaven af "Færøsk Anthologi" og forfattede en stor færøsk ordsamling, som blev trykt 1888—91 som 2. bind af antologien. Via sit arbejde på provst V.U. Hammershaimbs udgivelse Færøske Anthologi, fik Jakobsen indsigt i færøsk sprog og litteratur. Dette kendskab udviklede sig ved besøg i hjemmet (særlig i 1887).
I 1892-95 foretog Jakobsen med offentlig understøttelse to store forskningsrejser. Den første var en rundrejse til de færøske bygder i 1892-93 for at indsamle færøske sagn og eventyr, et arbejde han fortsatte på endnu en rundrejse i 1898. Fra 1893-95 opholdt Jakobsen sig på Shetlandsøerne med det formål at gennemføre en, så vidt mulig, fuldstændig indsamling af de ord, talemåder og traditioner, der endnu var tilbage af det norrøne sprog norn på Shetlandsøerne. I 1897 modtog han doktorgraden for disputatsen "Det norrøne Sprog på Shetland", der stadig er standardværket om norn og Shetlands sproglige arv. Samme år offentliggjorde han på Shetland et skrift om The dialect and placenames of Shetland.
På Færøerne havde han også indsamlet "Færøske folkesagn og eventyr", som han udgav 1898—1901.
Samtidig offentliggjorde han også en større afhandling om "Shetlandsøernes Stednavne" (i "Aarbog for nordisk Oldkyndighed" 1901).
Derpå begyndte han på en "Etymologisk Ordbog over det norrøne Sprog paa Shetland", som begyndte at udkomme 1908, og hvoraf var trykt til "wir", da han døde. Denne ordbog blev hans hovedværk, skønt han ikke nåede at skrive den store planlagte sproghistoriske indledning til den, som han selv mente ville blive det vigtigste af det hele. Under udarbejdelsen af ordbogen foretog han flere studierejser til Færøerne og de skotske øer, som han lagde under den nordiske sprogvidenskabs område. Paa Orkneyøerne samlede han materiale til en fremstilling af de nordiske sprogelementer der, og foråret 1914 blev han kaldt til universitetet i Aberdeen for der at holde foredrag over det nordiske sprog på de skotske øer, men heri blev han afbrudt af Verdenskrigen.
Af hans mindre, sproglige afhandlinger bør en om "Stednavne og Personnavne i Normandiet" med særligt Hensyn til den nordiske Bosættelse (i "Danske Studier" 1911) særlig fremhæves. Af hans senere skrifter angående Færøerne er en bog om digteren Poul Nolsøe (1912) den betydeligste. Han udgav også nogle islandske sagaer "Austfirðinga sögur" (1902—03), samt et Diplomatarium Færoense (1907).

## Forfatterskab
- 1889 – Nogle ord om færøsk, samt et forslag til en ny færøsk retskrivning. I: Dimmalætting, Tórshavn, Nr. 20-25
- 1890 – Det færøske Retskrivningsspørgsmål. I: Dimmalætting, Tórshavn, Nr. 12-14
- 1891 – Færøsk anthologi (med V.U. Hammershaimb). København, 1891. – 2 Bd. (Sidst udgivet Tórshavn, 1991) II bind
- 1892 – Poul Nolsø: et Livs- og Tidsbillede fra Færøerne ved Slutningen af det 18. og Begyndelsen af det 19. Aarhundrede – 87 s.
- 1897 – Det norrøne sprog på Shetland – 193 s.
- 1898–1901 – Færøske folkesagn og æventyr udg. for Samfund til udgivelse af gammel nordisk literatur; København 1898-1901 (Færøske folkesagn og æventyr – 648 s., 4. udg. 1975)
  - 4 ævintýr : úr Sagnum og ævintýrum. Tórshavn, 2003. – 75 s.
- 1901 – Shetlandsøernes stednavne – 205 s. (i "Aarbog for nordisk Oldkyndighed" 1901, oversat til engelsk som The place-names of Shetland (Kirkwall, 1993. – xxviii, 273 S.)
- 1902–1903 – Austfirðinga sœgur 264 s. (på islandsk)
- 1904 – Færøsk sagnhistorie: med en indledende oversigt over øernes almindelige historie og litteratur – 81 s.
- 1907 – Diplomatarium Færoense : føroyskt fodnbrævasavn: við søguligum rannsóknum (nyt oplag 1985)
- 1908–1912 – Etymologisk Ordbog over det norrøne sprog på Shetland (3 Bd.) (Oversat som An etymological dictionary of the Norn language in Shetland (Lerwick, 1985. – 2 Bd.)
- 1911 - "Stednavne og Personnavne i Normandiet" Arkiveret 24. august 2013 hos  Wayback Machine (i "Danske Studier" 1911; s. 58-84)
- 1912 – Poul Nolsöe: livssöga og Yrkingar – 340 s.

## Gravsted
Jakobsen ligger begravet på Vestre Kirkegård.